# 七旬齋
七旬齋（英語：Septuagesima）是西方基督教會大齋節前的第三個星期日，復活節前的第70天（拉丁文septuagesimus意為「第七十」）。七旬齋之名顯然是由「四旬齋」（Quadragesima）和「五旬齋」（Quinquagesima）類推而得。